# Akron Wingfoots
Akron Wingfoots é um antigo clube de basquete estaduniense, fundado em 1918, pelos funcionários da Goodyear Tire Company, em Akron, Ohio .

## Títulos
- Campeonato Mundial Interclubes de Basquete: 1967, 1968 e 1969.
- National Alliance of Basketball Leagues: 1938.

## Mundial Interclubes

### 1967
- Campanha:
- Semi-final: 57 x 52 SC Corinthians.
- Final: 78 x 72 Ignis Varese.

### 1968
- Campanha:
- Semi-Final: 84 x 52 Botafogo FR.
- Final: 105 x 73 Real Madrid.

### 1969
- Campanha:
- Semi-final: 69 x 57 Sírio.
- Final: 84 x 71 Spartak Brno.